# Iconographie de Blaise Pascal
L'iconographie de Blaise Pascal se réfère à l'ensemble des représentations peintes, gravées, et sculptées du philosophe et savant Blaise Pascal.

## Chronologie

### Les premières représentations

#### Le premier dessin

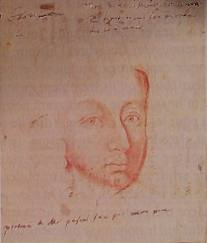
Note manuscrite de Gilbert Domat : "Portrait de Monsieur Pascal fait par mon père".

Un portrait de Blaise Pascal dessiné à la sanguine de Jean Domat a été reproduit pour la première fois par Armand-Prosper Faugère en 1844. Aujourd'hui conservé  à la Bibliothèque nationale de France, ce dessin a appartenu à Maurice Barrès.

#### Le masque mortuaire
La première photographie du masque mortuaire de Blaise Pascal est publiée en 1887. Le propriétaire en était alors Augustin Gazier qui en distribuait des copies comme celle entrée au musée de Clermont-Ferrand en 1880. Le masque original est aujourd'hui conservé au musée de Port-Royal des Champs.

#### Le premier portrait peint
Le masque mortuaire aurait été réalisé pour servir de modèle au peintre François II Quesnel (1637-1699), petit-fils de François Quesnel (1542-1619). D'après Bernard Dorival, les dimensions de l'effigie moulée et de l'effigie peinte correspondent exactement.
L'original serait celui exposé lors l'exposition Pascal, le cœur et la raison à la Bibliothèque nationale de France, même si celui entré au Musée d'Art Roger-Quilliot en 1999 a pu être identifié comme tel,.

#### La première estampe

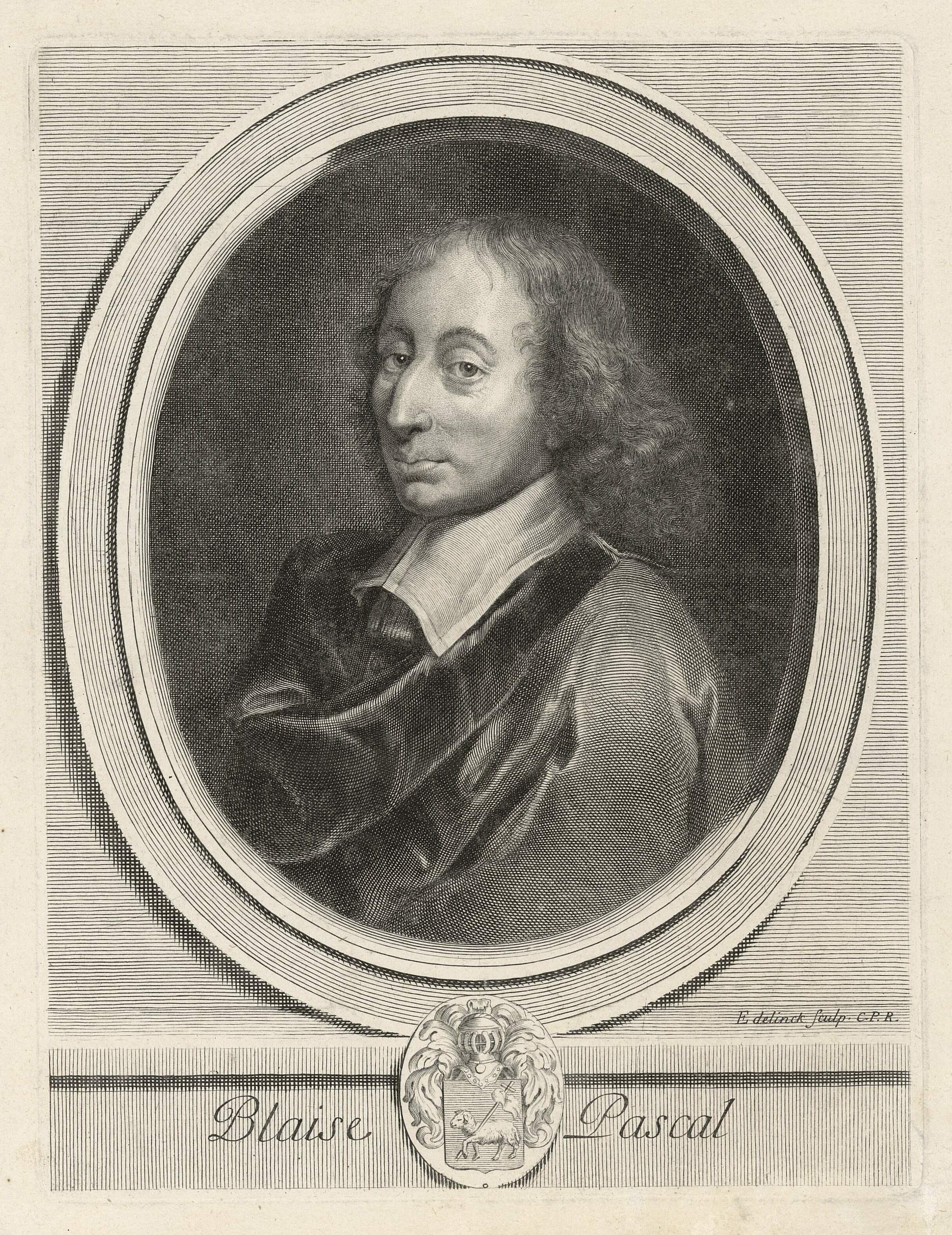
Le portrait gravé par Edelinck, burin exécuté aux environs de 1689-1692 selon Bernard Dorival

Gérard Edelinck s'est inspiré de Quesnel pour réaliser une gravure imprimée en 1696.
C'est Michel Bégon qui, voulant glorifier le siècle de Louis XIV, réunit des portraits d'hommes illustres, les fait graver à partir de 1689 par Jacques Lubin, fait interpréter ceux qu'ils n'a pas par Edelinck, Simonneau et Van Schuppen et charge Charles Perrault en 1692 de rédiger des textes.
La publication de cette gravure et du tome 1er des Hommes illustres est retardée car l'éloge de Pascal publié dans Parallèles des anciens et des modernes en 1690 entraîne l'hostilité des Jésuites et l'opposition de Louis XIV.
Perrault remplace donc les portraits et les biographies de Pascal et Arnauld par celles de Ducange et Thomassin. Cependant l'éditeur Dezallier imprime clandestinement et fait circuler des exemplaires avec notices et portraits des deux Jansénistes en 1696 (planche 34). Guillaume Desprez, l'éditeur des Pensées, en imprime le portrait en l'inversant : Pascal est tourné vers la droite, et l'auteur du dessin sur lequel Edelinck a pris modèle est cité : François II Quesnel.

### Autres représentations

#### Portraits

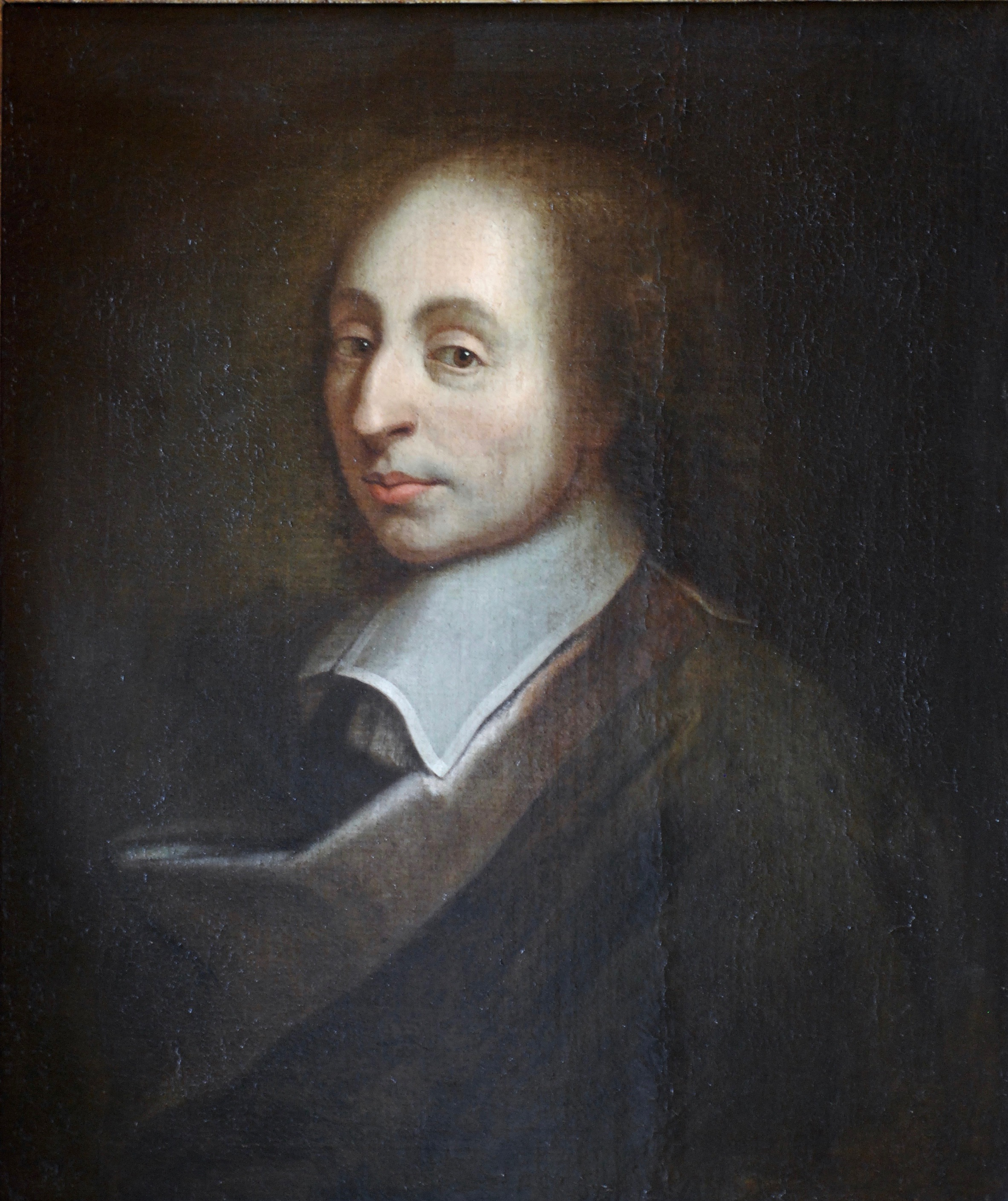
Copie du tableau de Quesnel (vers 1690). Musée du Louvre (en dépôt au Château de Versailles).

Le tableau de Quesnel a donné lieu à de nombreuses copies, mais elles sont restées dans des collections particulières ; c'est plutôt la gravure d'Edelinck qui a diffusé la représentation de Blaise Pascal auprès du grand public.

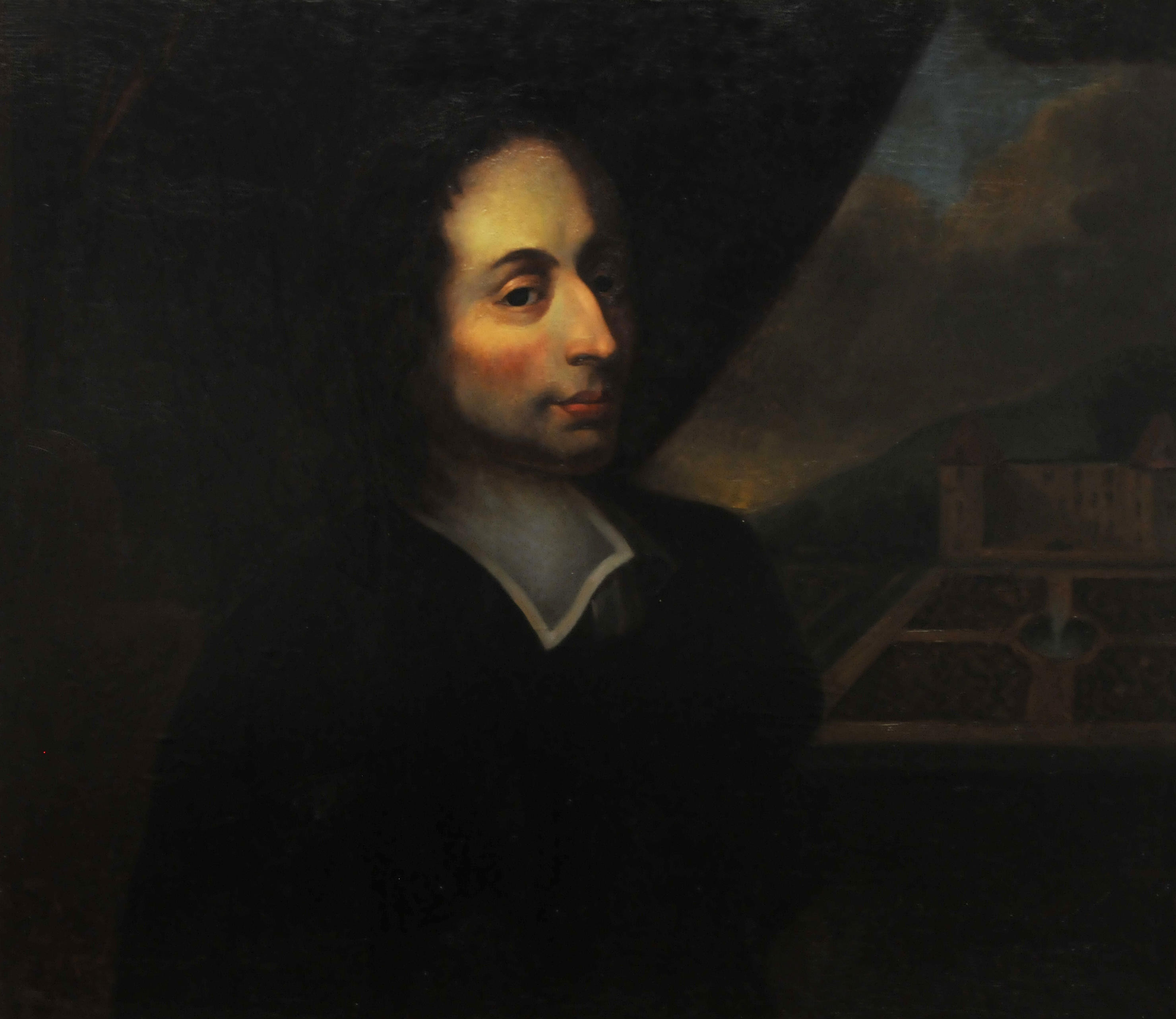
Copie du tableau de Quesnel par Louis Retru (vers 1900), avec le château de Bien-Assis en arrière-plan. MARQ.

La bibliothèque patrimoniale numérique Overnia a mis en ligne 164 portraits de Blaise Pascal.

#### Sculptures
| Sculpture par Claude Ramey au Musée d'Art Roger-Quilliot |
| Claude Ramey, Musée d'Art Roger-Quilliot                 |

| Blaise Pascal étudiant la cycloïde ; à ses pieds, à gauche, les feuillets épars des Pensées, à droite, le livre ouvert des Lettres provinciales. |
| Augustin Pajou, Musée du Louvre |

- Augustin Pajou, Paris, Musée du Louvre, 1785[13].
- Claude Ramey, Clermont-Ferrand, Musée d'art Roger-Quilliot, 1824.
- François Lanno, Paris, deuxième statue du Pavillon Rohan au Pavillon Turgot, cour Napoléon, palais du Louvre, avant 1853.
- Jules Cavelier, Paris, Château de Versailles, 1857[14].
- Eugène Guillaume, Clermont-Ferrand, Square Pascal, 1879, fondu par Ferdinand Barbedienne, inauguré en 1880[15].

#### Timbres postaux
- En 1944 un timbre gravé par Pierre Munier d'après le portrait gravé par Gérard Edelinck a été émis en France[16].
- En 1962 un timbre gravé par Charles Mazelin et dessiné par Roger Schardner d'après le portrait à la sanguine dessiné par Domat a été émis en France[17].
- En 1973 un timbre sur lequel est représenté Blaise Pascal a été émis à Monaco[18].
- En 1976 un timbre sur lequel est représenté Blaise Pascal a été émis en Russie[19].
- En 2000 un timbre sur lequel est représenté Blaise Pascal a été émis en République centrafricaine[20].
- En 2008 un timbre sur lequel est représenté Blaise Pascal a été émis en République démocratique de Sao Tomé-et-Principe[21].
- En 2009 une série de 5 timbres[22] et un timbre[23] en hommage à Blaise Pascal ont été émis en Guinée.
- En 2014 pour le 27e congrès international des mathématiciens a été émis un timbre représentant le triangle arithmétique de Blaise Pascal en Corée[24].
- En 2023 un timbre en hommage à Blaise Pascal est émis en Bosnie-Herzégovine[25], en Macédoine du Nord[26], en France[27].

#### Billet de Banque
Un billet de banque français imprimé de 1968 à 1994, le 500 francs Pascal, a été dessiné par Lucien Fontanarosa, gravé par Robert Armanelli et Claude Durrens.

#### Représentations publicitaires
Blaise Pascal a fait l'objet de nombreuses représentations publicitaires, par exemple pour les chocolats Poulain ou encore l'extrait de viande Liebig.